# Торели
Торели (груз. თორელი) — знатный род средневековой Грузии, известный с X века.
Династическое название «Торели» происходит от территориального эпитета, буквально означающее «Торский», «Тореец» (Тори — историческая часть южно-центральной Грузии, которая была вотчиной рода Торели).
Род Торели поднялся на особое место в «золотой век» Царства Грузии под царицей Тамарой (р. 1178/1184 — 1213) и её ближайших преемников — Георгий IV Лаша (годы правления 1213—1223) и Русудан (годы правления 1223—1246).
Торели имели феодальные владения в южной и центральной Грузии и, порой, правили новозавоёванными северными территориями Армении.
Многие представители этого рода — одного из самых важных княжеских домов в то время — занимали важные посты в администрации и армии, в том числе и пост амирспасалара.

## Представители рода
Самый известный и знаменитый представитель этого рода — святой воин-мученик Шалва Торели-Ахалцихели, которому, согласно преданию, посвящена грузинская песня «Шавлего».
Некоторые грузинские историки (например С. Какабадзе, Н. Шошиашвили, С. Цаишвили) выдвинули гипотезу, по которой средневековый грузинский эпический поэт Шота Руставели является членом семьи Торели.
На данный момент потомками рода Торели являются люди,носящие фамилии: Торели-Джавахишвили (потомки Джаваха Торели), Торели-Едишерашвили (потомки Едишера Торели), Торели-Гогичашвили (потомки Гогича Торели).